# Acèfal (música)
L'acèfal és el començament (de frase, període, motiu, etc.) en què el primer temps del compàs (temps fort) és un silenci. Per tant, el començament s'inicia en temps dèbil.
No s'ha de confondre amb el començament anacrúsic, on es comença abans del temps fort. Acèfal significa literalment "sense cap", és a dir, sense el temps fort. Per exemple a un compàs ternari, la cançó comença a l'últim temps